# Кастріль
Кастріль (ісп. Castril) — муніципалітет в Іспанії, у складі автономної спільноти Андалусія, у провінції Гранада. Населення — 2451 особа (2010).
Муніципалітет розташований на відстані близько 300 км на південь від Мадрида, 100 км на північний схід від Гранади.
На території муніципалітету розташовані такі населені пункти: (дані про населення за 2010 рік)
- Альмонтарас: 285 осіб
- Кастріль: 880 осіб
- Себас: 272 особи
- Фатіма: 520 осіб
- Фуенте-Вера: 215 осіб
- Мартін: 279 осіб

## Демографія
Динаміка населення (INE ):

## Галерея зображень

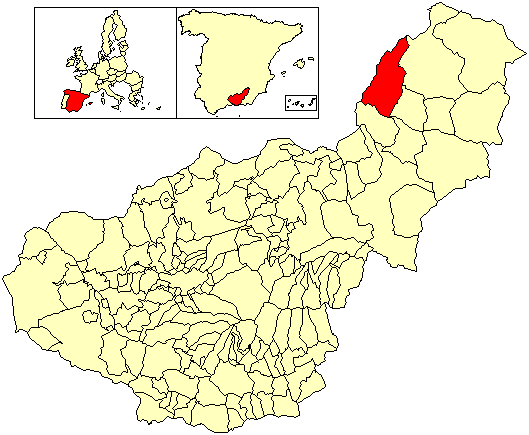
Розташування муніципалітету у провінції Гранада
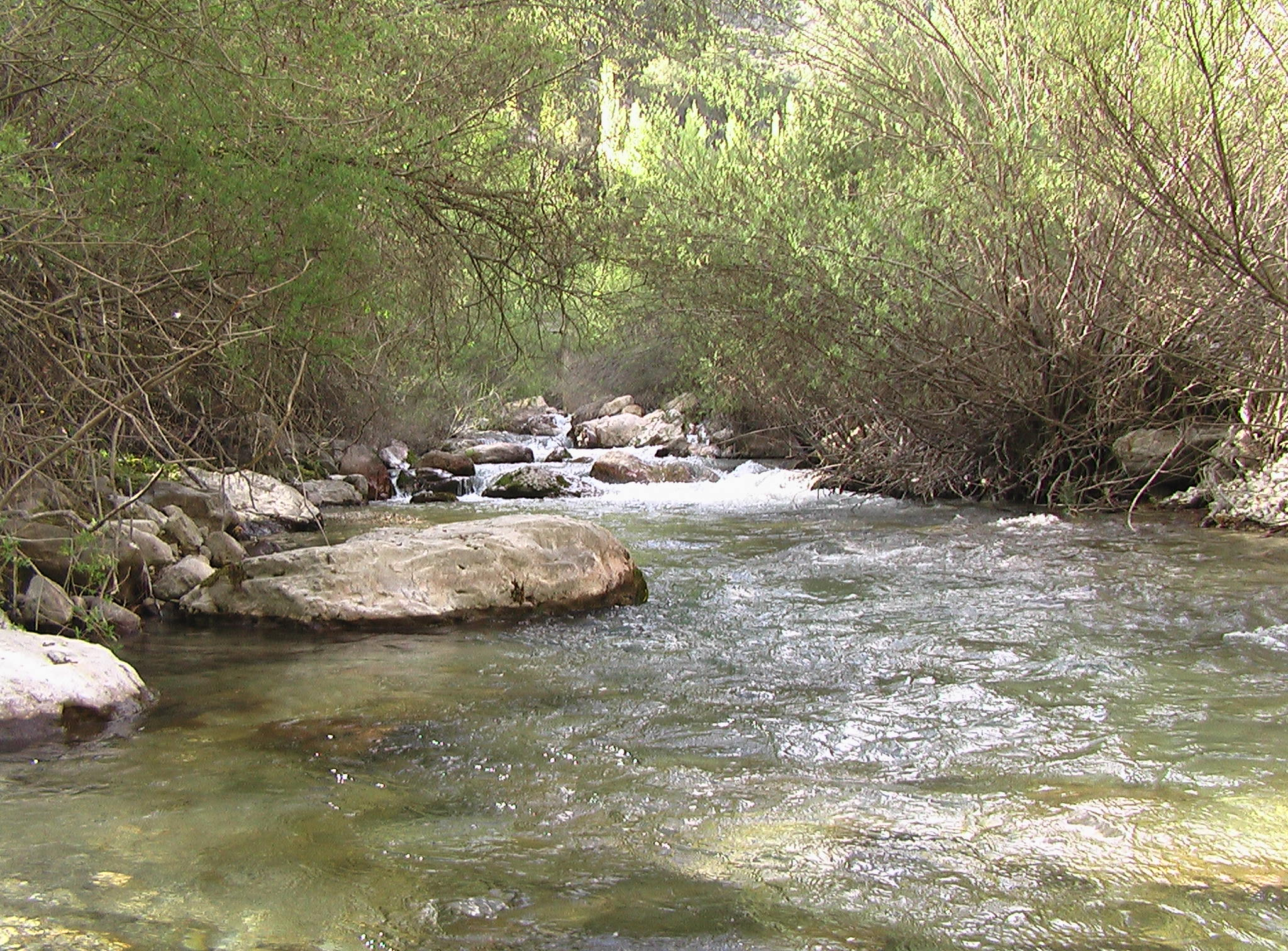
Річка Кастріль